# Fayez al-Tarawneh
Fayez al-Tarawneh (en árabe: فايز الطراونة), (Amán, 1 de mayo de 1949-15 de diciembre de 2021) fue un político jordano independiente que fungió como primer ministro de 20 de agosto de 1998 al 4 de marzo de 1999, y; por segunda vez del 2 de mayo al 11 de octubre de 2012. Fue jefe de la Corte Real de Jordania.

## Biografía

### Primeros años
Tarawneh nació en 1949. Se licenció en economía en la Universidad de Jordania. También posee una maestría (1974) y un doctorado (1980) en economía, ambos en la Universidad del Sur de California.

### Carrera política
Tarawneh fue embajador de Jordania en los Estados Unidos y dirigió la delegación jordana que estaba a cargo de las negociaciones de paz con el Estado de Israel en 1994. Posteriormente fue nombrado primer ministro de Jordania, cargo que ocupó entre el 20 de agosto de 1998 y el 4 de marzo de 1999, siendo nombrado jefe de la corte real ese mismo año. Fue nombrado senador en 2003.
En 2012 ocupó nuevamente el cargo de primer ministro de forma interina luego de la repentina renuncia de Awn Shawkat Al-Khasawneh el 26 de abril. Se mantuvo en el cargo hasta el 11 de octubre de ese mismo año, al asumir el cargo Abdullah Ensour. Regresó al cargo de jefe de la Corte Real el 28 de enero de 2013, en sustitución de Riyad Abu Karaki.